# Ber Groosjohan
Bernardus Groosjohan, detto Ber, (Rotterdam, 16 giugno 1897 – Rotterdam, 5 agosto 1971), è stato un calciatore olandese, di ruolo attaccante.

## Carriera
A livello di club, Ber Groosjohan ha giocato per il VOC Rotterdam. Ha giocato anche quattordici partite con la Nazionale olandese, segnando cinque goal. Ha esordito il 28 agosto 1920 a Bruxelles contro il Lussemburgo, segnando una doppietta, mentre ha giocato l'ultima partita con gli Oranje il 6 maggio 1924 a Parigi contro l'Uruguay.
Con la Nazionale ha partecipato anche alle Olimpiadi di Anversa 1920, dove l'Olanda è arrivata terza, e di Parigi 1924.

## Palmarès

### Nazionale
- Bronzo olimpico: 1

Olanda: Anversa 1920

## Statistiche

### Cronologia presenze e reti in Nazionale
| Cronologia completa delle presenze e delle reti in nazionale ― Paesi Bassi | Cronologia completa delle presenze e delle reti in nazionale ― Paesi Bassi | Cronologia completa delle presenze e delle reti in nazionale ― Paesi Bassi | Cronologia completa delle presenze e delle reti in nazionale ― Paesi Bassi | Cronologia completa delle presenze e delle reti in nazionale ― Paesi Bassi | Cronologia completa delle presenze e delle reti in nazionale ― Paesi Bassi | Cronologia completa delle presenze e delle reti in nazionale ― Paesi Bassi | Cronologia completa delle presenze e delle reti in nazionale ― Paesi Bassi |
| Data                                                                       | Città                                                                      | In casa                                                                    | Risultato                                                                  | Ospiti                                                                     | Competizione                                                               | Reti                                                                       | Note                                                                       |
| -------------------------------------------------------------------------- | -------------------------------------------------------------------------- | -------------------------------------------------------------------------- | -------------------------------------------------------------------------- | -------------------------------------------------------------------------- | -------------------------------------------------------------------------- | -------------------------------------------------------------------------- | -------------------------------------------------------------------------- |
| 28-8-1920                                                                  | Bruxelles                                                                  | Paesi Bassi                                                                | 3 – 0                                                                      | Lussemburgo                                                                | Olimpiadi 1920                                                             | 2                                                                          |                                                                            |
| 29-8-1920                                                                  | Anversa                                                                    | Paesi Bassi                                                                | 5 – 4                                                                      | Svezia                                                                     | Olimpiadi 1920                                                             | 2                                                                          |                                                                            |
| 31-8-1920                                                                  | Anversa                                                                    | Belgio                                                                     | 3 – 0                                                                      | Paesi Bassi                                                                | Olimpiadi 1920                                                             | -                                                                          |                                                                            |
| 5-9-1920                                                                   | Anversa                                                                    | Paesi Bassi                                                                | 1 – 3                                                                      | Spagna                                                                     | Olimpiadi 1920                                                             | 1                                                                          |                                                                            |
| 2-4-1923                                                                   | Amsterdam                                                                  | Paesi Bassi                                                                | 8 – 1                                                                      | Francia                                                                    | Amichevole                                                                 | -                                                                          |                                                                            |
| 29-4-1923                                                                  | Amsterdam                                                                  | Paesi Bassi                                                                | 1 – 1                                                                      | Belgio                                                                     | Amichevole                                                                 | -                                                                          |                                                                            |
| 10-5-1923                                                                  | Amburgo                                                                    | Germania                                                                   | 0 – 0                                                                      | Paesi Bassi                                                                | Amichevole                                                                 | -                                                                          |                                                                            |
| 25-11-1923                                                                 | Amsterdam                                                                  | Paesi Bassi                                                                | 4 – 1                                                                      | Svizzera                                                                   | Amichevole                                                                 | -                                                                          |                                                                            |
| 23-3-1924                                                                  | Amsterdam                                                                  | Paesi Bassi                                                                | 1 – 1                                                                      | Belgio                                                                     | Amichevole                                                                 | -                                                                          |                                                                            |
| 21-4-1924                                                                  | Amsterdam                                                                  | Paesi Bassi                                                                | 0 – 1                                                                      | Germania                                                                   | Amichevole                                                                 | -                                                                          |                                                                            |
| 27-4-1924                                                                  | Anversa                                                                    | Belgio                                                                     | 1 – 1                                                                      | Paesi Bassi                                                                | Amichevole                                                                 | -                                                                          |                                                                            |
| 27-5-1924                                                                  | Parigi                                                                     | Paesi Bassi                                                                | 6 – 0                                                                      | Romania                                                                    | Olimpiadi 1924                                                             | -                                                                          |                                                                            |
| 2-6-1924                                                                   | Parigi                                                                     | Paesi Bassi                                                                | 2 – 1                                                                      | Irlanda                                                                    | Olimpiadi 1924                                                             | -                                                                          |                                                                            |
| 6-6-1924                                                                   | Parigi                                                                     | Paesi Bassi                                                                | 1 – 2                                                                      | Uruguay                                                                    | Olimpiadi 1924                                                             | -                                                                          |                                                                            |
| Totale                                                                     |                                                                            | Presenze                                                                   | 14                                                                         |                                                                            | Reti                                                                       | 5                                                                          |                                                                            |